# 当知行
当知行（とうちぎょう）とは、実際の権利の証明の有無を問わず、不動産などの物権や職に伴う得分の権利を現実的に占有・行使可能な状態にあること、またその占有・行使者を指す。これに対してそれらの権利を占有・行使できない状態あるいはそうした状況にある者を不知行（ふちぎょう）と称する。
公家法においては、権利の存在を示す文書を持つ者が権利者として認められたが、御成敗式目（第8条）においては仮にそうした文書が無い者でも、20年以上の占有があれば当知行（の者）としてその権利を認める方針を示した（年紀法）。文書上の権利よりも占有の実態を優先したこの法理は武家法においては広く認められ、室町幕府においては年紀法如何を問わず、実際の当知行を権利者として積極的に認める方針を示した。荘園制においては、本家・領家に対する年貢・公事の納入が実際に行われているか否かが当知行の判断材料となっていったが、現地の守護などによる押領が盛んになると、不知行の状態になる荘園が各地で発生し、荘園制度を崩壊させる要因の1つとなった。